# 高辻継長
高辻 継長（たかつじ つぎなが）は、室町時代前期から後期にかけての公卿。高辻長郷の子。官位は正二位・権大納言。

## 経歴
紀伝道菅原氏出身の公家には珍しく、明経道中原氏の中原康富を師として仰いだ。正長2年（1429年）の釈奠に講師として参列している。その後、文章博士や少納言を経て、宝徳3年（1451年）5月25日に従三位になり、翌年左大弁に任じられる。
康正元年（1455年）に参議に任じられ、同年に後花園天皇の侍読になる。長禄3年（1459年）に従二位権中納言になり、文正元年（1466年）1月6日に正二位に叙せられ、文明2年（1470年）11月7日に侍読の功によって権大納言に任ぜられた。文明7年（1475年）に滞在先の加賀国にて死去。

## 系譜
- 父：高辻長郷
- 母：不詳
- 妻：不詳
  - 男子：高辻長直（1441-1522）